# Mellitz (Gemeinde Virgen)
Mellitz ist eine Fraktion der Gemeinde Virgen in Osttirol. Die Fraktion schließt sich im Nordosten an das Gemeindezentrum, die Fraktion Virgen Dorf an und liegt am Mellitzbach. Mit 82 Einwohnern war Mellitz am 1. Jänner 2024 die kleinste Fraktion der Gemeinde.

## Geographie
Die Siedlung Mellitz gruppiert sich entlang einer Straße, die den Mellitzweg und den Angerweg der Fraktion Virgen-Dorf verbindet. Das Zentrum mit der Kapelle liegt in einer Höhe von 1.295 Metern. Nördlich der Hauptsiedlung zählen auch die Höfe Egger, Stiendl und Sonnberger zu Mellitz. Der Obersonnberg mit dem Bauernhof Sonnberger ist mit 1.487 Metern der höchste besiedelte Punkt von Mellitz. Auch die Burgruine Rabenstein liegt in Mellitz.

## Kapelle zum heiligen Ulrich

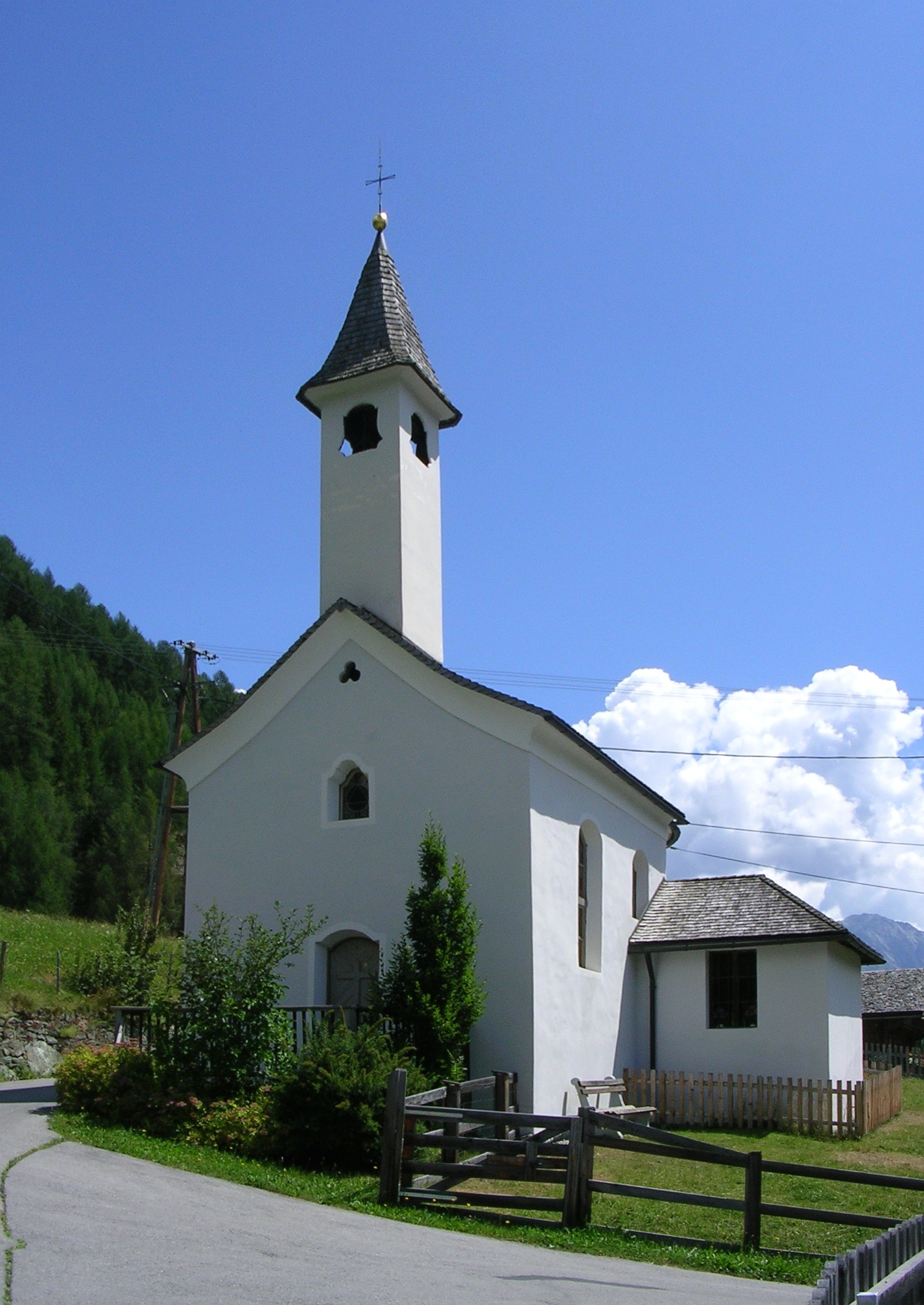
Die Kapelle zum heiligen Ulrich

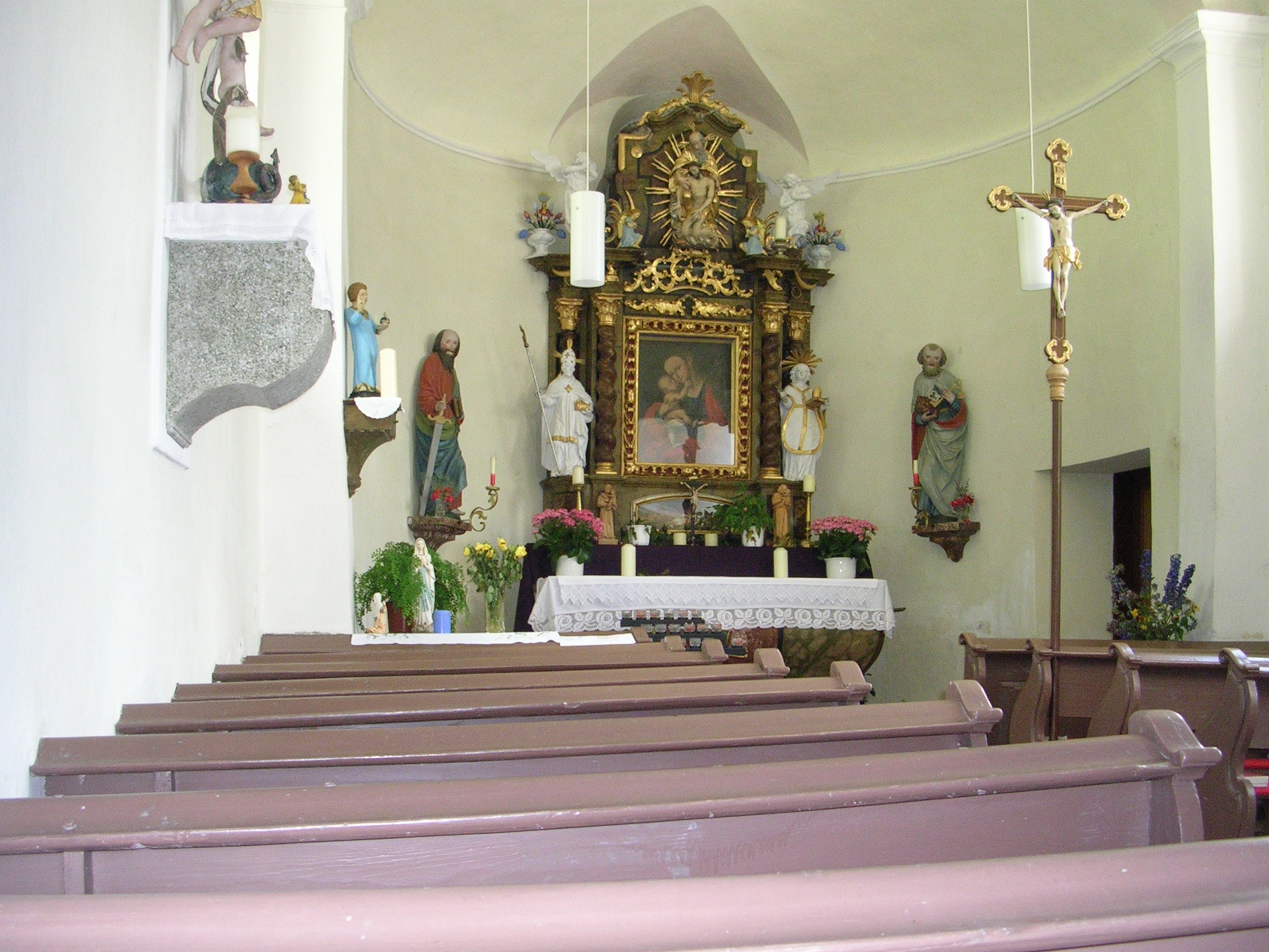
Die Kapelle im Inneren

Ein Schriftband mit dem Schriftzug „erbaut 1800“ weist auf das Entstehungsjahr der Kapelle hin, die jedoch an Stelle eines älteren Baus errichtet wurde. Die Außenfassade der Kapelle ist schlicht gehalten und ohne besondere Gliederung ausgeführt. Auf dem Dach befindet sich ein schlanker Giebelreiter. Der Grundriss der Kapelle ist rechteckig und verfügt über eine Rundapsis. Die Decke wird von einem Stichkappentonnengewölbe getragen. In den gemalten Kartuschen des Gewölbes befinden sich Darstellungen des heiligen Isidor und der heiligen Notburga. Der Altar stammt aus der Zeit um 1800 und wirkt barock. Er verfügt jedoch über ältere Teile und klassizistische Motive. Im Aufsatz befindet sich das Relief eines Gnadenstuhls sowie Figuren anbetender Engel. Das Altarbild zeigt ein Mariahilfbild nach Lucas Cranach und wird von Statuen des heiligen Ulrich und eines Märtyrer-Priesters flankiert. Seitlich des Altars stehen die gotische Figuren des heiligen Petrus und des heiligen Paulus. Sie stammen aus einer Kärntner Werkstätte und entstanden um 1520. Sie stimmen mit dem Altarschrein von St. Peter in Panzendorf überein und stammen vermutlich aus der Kapelle der Burgruine Rabenstein. Das Armenseelenbild stammt von Josef Weiskopf dem Jüngeren (1915). Weitere Statuen des heiligen Florian und ein Schutzengel in Schwebehaltung aus dem Ende des 18. Jahrhunderts ruhen auf schweren Granitkonsolen.